# Metrópole de Kiev (988–1458)
Metrópole de Kiev (em russo:  Киевская митрополия, transl. Kiyevskaya mitropoliya) ou Metrópole de Kiev e Toda a Rússia (em russo:  Киевская митрополия и всея Руси, transl. Kiyevskaya mitropoliya i vseya Rusi), ou simplesmente Metrópole de Toda a Rússia (em russo:  Метрополис всей Руси, transl. Metropolis vsey Rusi), foi a província eclesiástica do Patriarcado de Constantinopla no território da Rússia, o Grão-Ducado da Lituânia e o Reino da Polônia. Desde o tempo do Batismo da Rus' (988), a cátedra do metropolita ficava em Kiev. Posteriormente, a residência metropolitana foi transferida para Vladimir (1299), e depois para  Moscou (1325) (a transferência da cátedra foi aprovada pelo Sínodo Patriarcal de Constantinopla em 1354-1355). Após a divisão da metrópole de Kiev em 1458, os metropolitas da Rússia Ocidental, que tinham uma cátedra em Vilnius, passaram a se chamar "de Kiev, Galícia e Toda Rússia", e a partir de 1461 os metropolitas da Rússia Oriental que tinham uma cátedra em Moscou "de Moscou e Toda Rússia".

## História

### Período pré-mongol (séc. X - meados do séc. XIII)

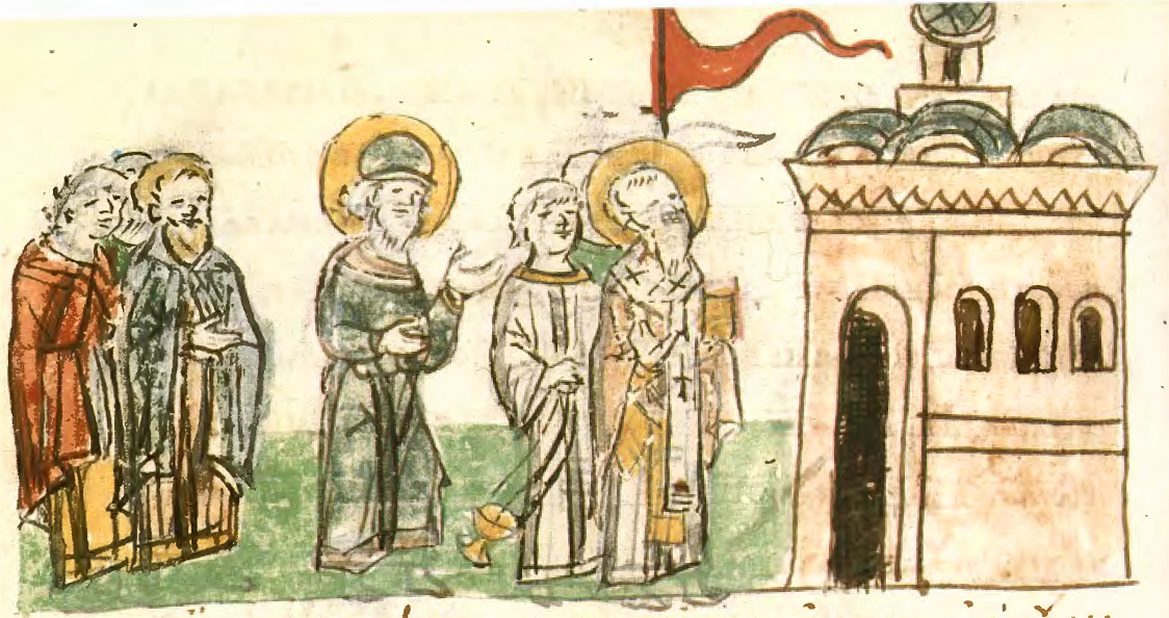
Consagração da Igreja dos Dízimos em 991 (Miniatura da Crônica de Radziwill, final do séc. XV).

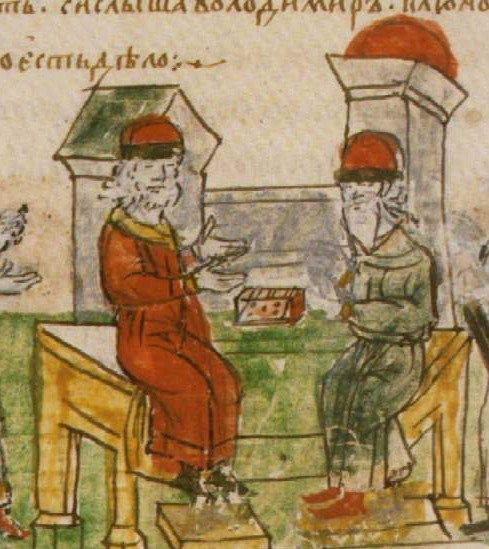
A conversa de Vladimir com o filósofo grego sobre o Cristianismo (Crônica de Radziwill).

Iaia de Antioquia afirma que “o metropolita e os bispos” foram enviados para batizar Vladimir e seu povo. O Livro dos Graus (séc. XVI) menciona o (fictício) metropolita Leão, que trocou Constantinopla pela Rus' em 990/991, mas isso não é confirmado em nenhuma fonte confiável. E vice-versa, a informação do historiador da Igreja bizantina do séc. XIV, Nicéforo Calisto, de que um certo Teofilato foi transferido sob Basílio II (976-1025) da sé de Sebaste para a Rússia está de acordo com a informação de Iaia de Antioquia e Tietmar de Merseburgo. Este é o primeiro metropolita de Kiev sobre o qual foram preservadas informações plausíveis. A imagem dos mártires de Sebaste nas colunas da Catedral de Santa Sofia de Kiev, atípica nas pinturas de templos em Bizâncio, dá motivos para afirmar que o metropolita Teofilato foi o primeiro metropolita de Kiev.

A Rus' segundo o ponto de vista predominante, esteve desde o início sob jurisdição eclesiástica bizantina. Isto é confirmado pelo fato de a prática bizantina habitual, no âmbito da qual o batismo de governantes estrangeiros os envolvia numa relação espiritual com os imperadores bizantinos (no caso de Vladimir, deve-se acrescentar a isto o seu casamento com a princesa imperial, Ana de Bizâncio). Artesãos bizantinos participaram da construção de igrejas em Kiev, que tinham nomes tipicamente bizantinos. Isto é confirmado por dados de fontes bizantinas (listas de cátedras que mudaram de localização, Notitiae episcopatuum) e de língua árabe (Iaia de Antioquia), bem como por sigilografia e numismática da era de Vladimir, elogios a Vladimir por Hilarião, enfatizando a continuidade da política eclesiástica de Iaroslav em relação à política de seu pai. O metropolita João I é atestado não só pelos monumentos do ciclo Boris-Gleb, mas também pelo selo. É provável que ele tenha ocupado a sé por aproximadamente 20-30 anos no primeiro quartel do séc. XI. Além disso, até a chegada de Teopento (1039), permanece uma lacuna. Tais lacunas não podem ser excluídas em épocas anteriores.

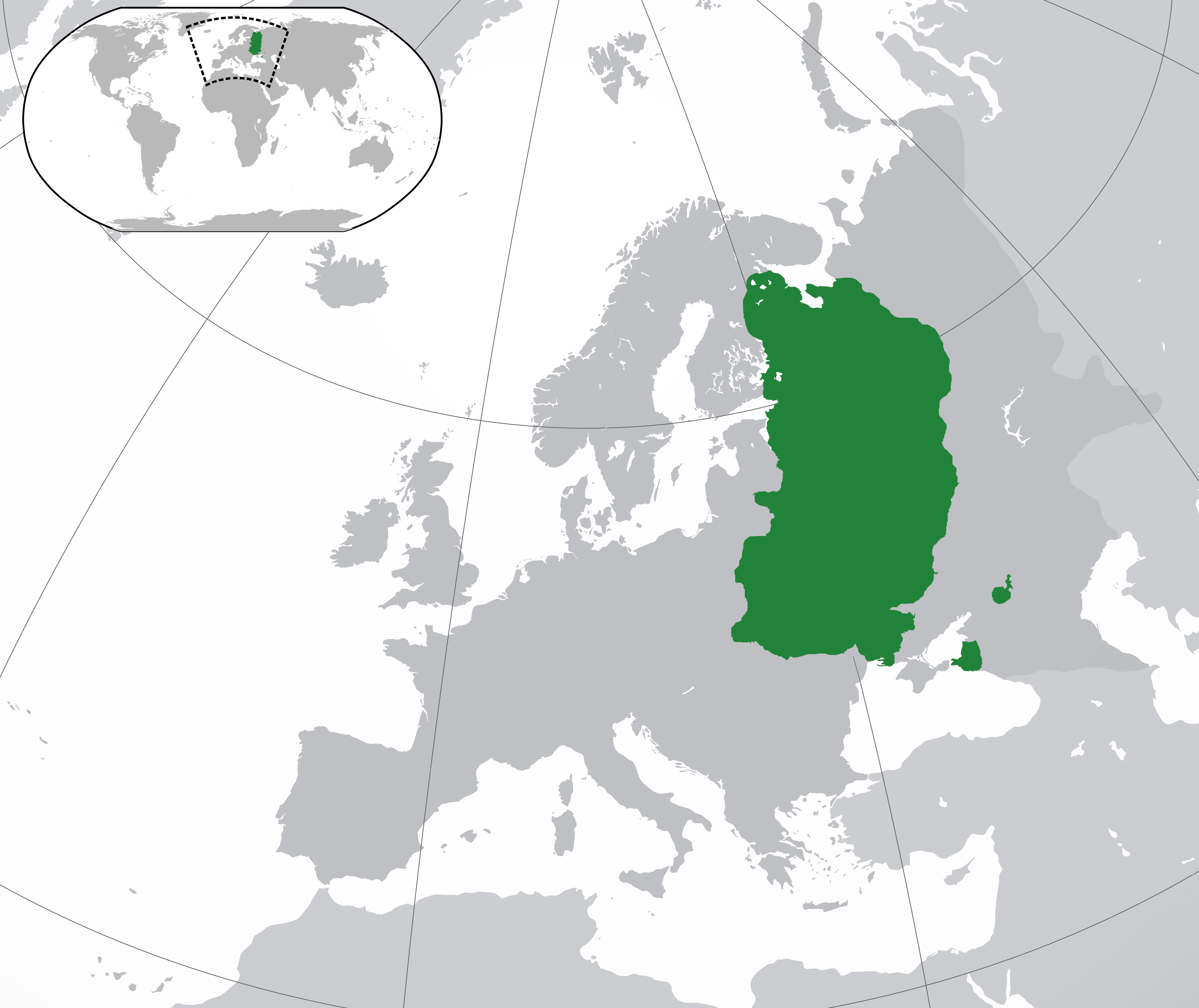
Rússia de Kiev em 1054

De acordo com algumas fontes, até 1037 a metrópole de Kiev estava subordinada à sé de Ocrida, e não ao Patriarcado de Constantinopla, mas em 1037 a situação mudou, os bizantinos fortaleceram suas posições na Rus de Kiev. E como o metropolita Teopento imediatamente assumiu a tarefa de reconsagrar a Igreja dos Dízimos, então, muito provavelmente, em 1037, em Constantinopla, os cristãos que consagraram a Igreja dos Dízimos em 995 foram considerados hereges. A partir desta altura, durante todo o período pré-mongol, a Igreja Rus' foi chefiada quase exclusivamente por gregos, nomeados para a sé de Kiev pelos patriarcas de Constantinopla. Os motivos para colocar Hilarião na sé (1051) não são totalmente claros, se foi um protesto da facção da reforma eclesiástica (adeptos da linha do mosteiro estudita) contra a simonia que floresceu em Bizâncio ou a implementação das reivindicações das autoridades principescas para expandir o seu papel na nomeação de metropolitas, ou nenhuma outra. Não é preciso dizer que a fortalecida Igreja Rus' teve de lutar por uma maior independência face à hegemonia bizantina. No entanto, não podemos falar de algum tipo de oposição anti-grega direta e consistentemente crescente, porque neste caso o grego João II, que se tornou metropolita um quarto de século depois de Hilarião, dificilmente teria recebido tantos elogios. Pelo contrário, as relações com a Igreja Latina permaneceram geralmente amistosas, apesar da controvérsia que gradualmente ganhava força.
É provável que a primeira residência metropolitana tenha sido Pereiaslavl. Na segunda metade do séc. XI, Pereiaslavl (assim como em Chernigov e Vladimir) teve durante algum tempo a sua própria metrópole, juntamente com a de Kiev. No entanto, os direitos do Patriarcado de Constantinopla no período inicial da existência da antiga Igreja Russa permanecem fora de dúvida. Uma ideia aproximada do status legal da Igreja naquela época pode ser extraída da gramota de fundação do bispado de Esmolensco de 1136. As ofensas no campo das relações familiares, passíveis de punição do ponto de vista da moral cristã, passaram a estar sob jurisdição eclesiástica já no séc. XI. A jurisdição do poder principesco era limitada pela imunidade do clero e dos membros de suas famílias, bem como do monasticismo e do “povo da Igreja”, isto é, pessoas sob a proteção especial da Igreja (os pobres, os doentes, os errantes, etc.). No entanto, às vezes representantes do clero ainda eram levados à corte principesca. Assim como os príncipes participavam da gestão dos assuntos eclesiásticos, o episcopado tentava influenciar a política principesca. Essa cooperação entre o Estado e a Igreja atingiu o seu apogeu durante o reinado de Vladimir Monomaco. Mas, de acordo com Hilarião, Vladimir já participava de sínodos, discutindo com as lideranças da Igreja formas e meios de fortalecer a fé entre os convertidos. Posteriormente, essa cooperação expandiu-se gradualmente, na medida em que o lugar dos hierarcas gregos foi ocupado por bispos de origem russa, e os príncipes ganharam assim a oportunidade de exercer maior influência na escolha da candidatura e na sua nomeação. A crônica relata vários bispos que se estabeleceram como executores de complexas missões diplomáticas. A consolidação solene dos tratados pelos príncipes foi acompanhada de juramento e beijo da cruz.

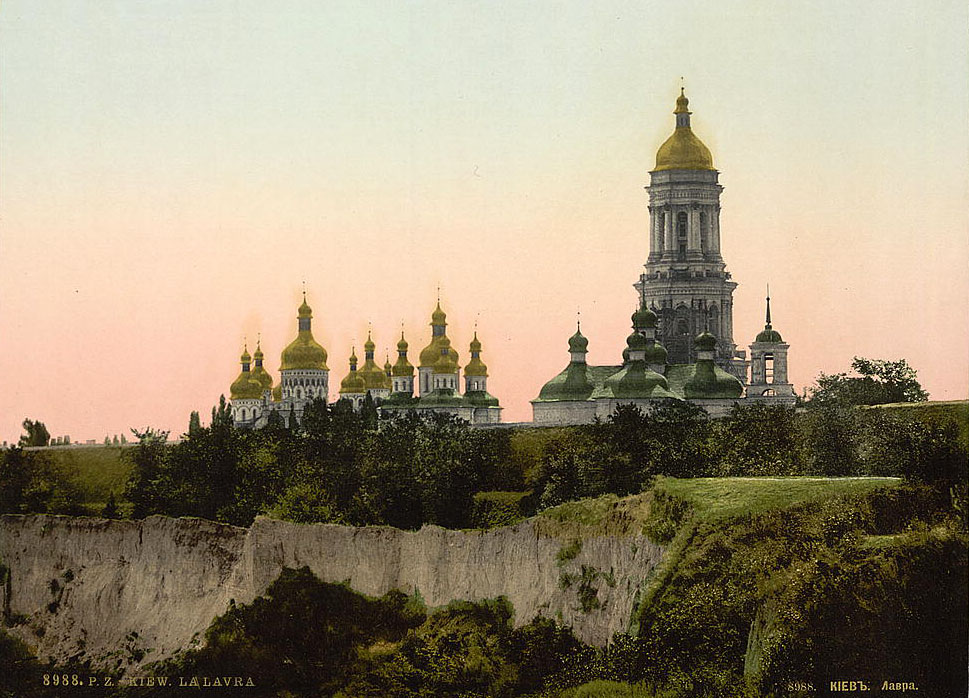
Lavra de Kiev-Pechersk, o berço do monaquismo russo.

Os monges do Mosteiro de Kiev-Pechersk mais de uma vez assumiram uma posição crítica em relação ao príncipe. Assim, por exemplo, o higúmeno Teodósio em 1073 recusou-se a intervir na luta principesca interna ao lado de Esviatoslav, que havia tomado o trono de Kiev naquela época, não tendo medo, nem mesmo de apontar para o príncipe, em termos duros, a ilegalidade de suas ações e a expulsão de seu irmão Iziaslav. Somente a alta autoridade do primaz monástico e a persuasão dos irmãos o salvaram da perseguição, e após a fundação da nova igreja do mosteiro, a reconciliação completa foi alcançada. Se o monasticismo mantinha assim uma distância interna em relação à política, então o episcopado era forçado a envolver-se nela de vez em quando, embora não participasse diretamente nas reuniões dos príncipes. A única tentativa de envolvê-lo em tal reunião não teve sucesso.
A influência da Igreja na legislação estatal nos séculos XI a XII não é é visível. Ela reconhece alguns costumes (A Pravda rus' é baseada em antigas tradições folclóricas. Apenas no que diz respeito à mitigação de punições, em alguns casos, a voz da Igreja é ouvida. A lei bizantina, na verdade simplesmente “transplantada” para a Rússia, não foi suficientemente dominada, como evidenciado pelo episódio da crônica de 996, fixada na autoconsciência de vários povos (eslavos orientais, fino-úgricos, bálticos, etc.), um retorno característico à norma criminal tradicional de multas virais. Outro exemplo da aplicação malsucedida da lei bizantina é a cegueira do príncipe Vasilco de Terebovl em 1097, falsamente acusado de tentativa de assassinato de Esviatopolco Iziaslaviche. Esta ação, que em Bizâncio serviu como meio habitual de eliminar um pretendente ao trono, foi empreendida pela primeira vez na Rússia, apesar da petição dos abades dos mosteiros de Kiev, acarretando tamanha turbulência na família principesca que não se repetiu no futuro, sendo substituída por punições mais brandas. Durante os conflitos civis dos séculos XI-XII, aos olhos dos príncipes e do povo, a Igreja adquiriu nova autoridade moral, e as instituições dos estados-principados, por sua vez, receberam da Igreja a justificação para o seu propósito divino. Da tradução eslava do Nomocanon de XIV títulos, a Rus de Kiev se baseou na fórmula ideal da correlação entre as autoridades seculares e eclesiásticas, que remonta à sexta novela de Justiniano, na qual o "império" (imperium) e o "sacerdócio" (sacerdotium) são apresentados como dois dons divinos emanados de uma única fonte, interação que só é harmoniosa quando cada um desempenha as funções que lhe são inerentes (e somente elas), ou seja, a Igreja é espiritual e o Estado é laico.
O imperador deve zelar pela proteção da doutrina, pelo respeito ao clero e pela observância dos cânones. É este postulado que constitui a base do raciocínio do metropolita Hilarião sobre a harmonia entre a Igreja e o Estado e sobre o papel protetor dos príncipes em relação ao bem-estar e à integridade da Igreja. Está claro na epístola do metropolita Nicefóro I, que também parte da superioridade da monarquia sobre a Igreja, que Hilarião não estava apenas expressando suas convicções pessoais nesse caso, e a partir da qual é óbvio que o hierarca da Igreja de origem estrangeira, apesar de sua dupla subordinação, percebeu-se antes de tudo como um súdito de seu príncipe.
Após o colapso do "triunvirato de Iaroslaviche", quando Esviatoslav Iaroslaviche de Chernigov e Vsevolod Iaroslaviche de Pereiaslav lutaram contra seu irmão mais velho Iziaslav, eles fizeram tentativas de estabelecer uma metrópole independente da metrópole de Kiev nos principados da margem esquerda, mas suas tentativas foram mal sucedidas. A tentativa do grão-duque de Kiev, Iziaslav Mstislaviche de conseguir a eleição de seu apoiador para a sé metropolitana sem a sanção de Constantinopla em meados do séc. XII terminou de forma semelhante.
Em meados do séc. XII, o antigo Estado Rus' dividiu-se em principados independentes. O Ícone da Mãe de Deus de Vishgorod foi levado para Vladimir em 1155 e colocado na Catedral da Assunção. Em 1160, André Bogoliubski fez uma tentativa malsucedida de remover a eparquia de Iaroslavl da subordinação ao metropolita de Kiev e estabelecer sua própria metrópole em suas terras, introduzindo novos feriados que não eram aceitos em Bizâncio.

### Após a invasão mongol (1240 - início do séc. XIV)

Rússia de Kiev em 1237

Em 1240, Kiev foi destruída pelos mongóis. Os principados eslavos orientais tornaram-se parte do Estado mongol, portanto, os príncipes de apanágio e os metropolitas de Kiev, investidos do poder em Constantinopla, foram forçados a primeiro ir para a Horda e receber um jarlique (gramota do Cã). Mas se os mongóis frequentemente manipulavam os príncipes, então os casos de recusa aos metropolitas não são registrados nas crônicas. A razão é a tolerância religiosa dos mongóis e a compreensão da estabilidade proporcionada pela Igreja. A Igreja foi considerada pelos mongóis como uma ferramenta eficaz de governo. O primeiro artigo do Yasa (o principal código de leis da Horda) dizia: “Ordenamos a todos que acreditem no Deus Único, o Criador do Céu e da Terra, o único doador de riqueza e pobreza, vida e morte de acordo com Sua vontade ...”. A segunda seção do Yasa dizia: “ Servos de culto, médicos e lavadores de corpos estão isentos de todos os impostos ”. Portanto, no território do maior império da história da humanidade, o paganismo de todos os matizes, o budismo e numerosos movimentos do cristianismo (por exemplo, sírio-nestoriano) coexistiram pacificamente, as mães queraítas de Guiuque, Mengu e Cublai foram cristãs. O filho de Batu, Sartaque, também era cristão. Assim, voltando de Mongke, que o aprovou como governante dos ulus, ao ser convidado para visitar o quartel-general de Berque, ele teria respondido: “Você é muçulmano, mas eu sigo a fé cristã; É uma infelicidade para mim ver um rosto muçulmano”.
Em 1261, foi estabelecida a sé episcopal ortodoxa de Sarai. Os embaixadores do Papa também visitaram os cãs. Durante o período do jugo mongol, igrejas cristãs de pedra foram construídas na Europa Oriental; Hierarcas da Igreja, mosteiros e igrejas estavam isentos de impostos.
Durante a guerra interna na Horda Dourada, as terras de Kiev sofreram nova devastação e, em 1299, o metropolita Máximo mudou sua residência para Vladimir.

### A luta pela supremacia na Rus' (séc. XIV - início do séc. XV)

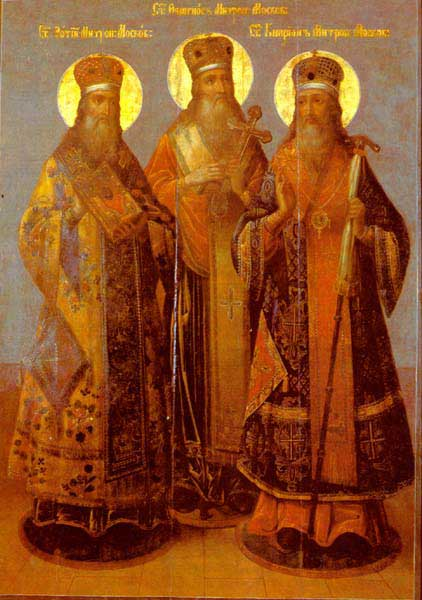
Fócio, Teognosto e Cipriano, metropolitas de Kiev e de Toda a Rus'.

Em 1303, uma metrópole galiciana separada foi estabelecida pela primeira vez. Após a morte de seu primeiro metropolita, Nifonte, o rei galiciano Iuri Lvoviche enviou o hierarca Pedro para Constantinopla, mas ao mesmo tempo o metropolita Máximo morreu, e Pedro foi instalado não como metropolita da Galícia, mas como metropolita de Kiev e, como seu antecessor, escolheu Vladimir como sua residência. Seu ministério foi ofuscado pelas intrigas dos bispos, em consequência das quais o metropolita foi acusado de vender cargos eclesiásticos (o pecado da simonia). Mas muitos leigos de Vladimir, Yaroslavl, Moscou, Kostroma, Riazã e outras cidades compareceram ao conselho supremo, que deveria depor o hierarca. O povo forçou o príncipe e o conselho a absolver Pedro. Com a ascensão de Moscou, com a ajuda do príncipe moscovita, em 1325, o metropolita Pedro fez desta cidade sua residência. Ao mesmo tempo, os metropolitas continuaram a ser intitulados “Kiev”, e a unidade da metrópole foi preservada, assim como a subordinação ao Patriarca de Constantinopla.
No final do séc. XIII ou início do séc. XIV, foi estabelecida a metrópole lituana. O primeiro metropolita conhecido de forma confiável foi Teófilo (até 1331). Depois disso, as eparquias lituanas ficaram novamente sob a jurisdição do metropolita galiciano Teodoro, e nas décadas de 1330-40 isso também incluía as eparquias de Smolensk e Briansk. Em 1347, a metrópole da Galícia deixou temporariamente de existir, e em 1352-54 existia em Kiev o metropolita Teodorito, aprovado pelo patriarca de Tarnovo, o que causou a indignação do patriarca de Constantinopla. Teodorito foi reconhecido pelo arcebispo Moisés de Novogárdia (antes de 1330, a partir de 1352).
Em 1354, um ano após a morte do metropolita Teognosto, a sede da metrópole de Kiev foi transferida de Kiev para Vladimir, a residência dos metropolitas de Kiev, e o grão-duque da Lituânia Algirdas pediu o consentimento de Constantinopla para a criação de uma metrópole Kievano-lituana independente dos metropolitas de Toda a Rússia que estavam em Moscou, chefiada pelo hierarca Romano. Em 1355, o patriarca de Constantinopla dividiu as eparquias entre os metropolitas Romano e Aleixo. Em 1362, após a morte de Romano, um dos metropolitas da Rus' passou a ser Aleixo, regente e associado de Demétrio de Moscou, que ao mesmo tempo tomou posse do trono grão-ducal de Vladimir, que desde então foi ocupado apenas pelos príncipes de Moscou.
De 1371 a 1394, a metrópole ortodoxa da Galícia voltou a existir nos principados do sudoeste da Rus' (a Galícia já fazia parte da Polônia).

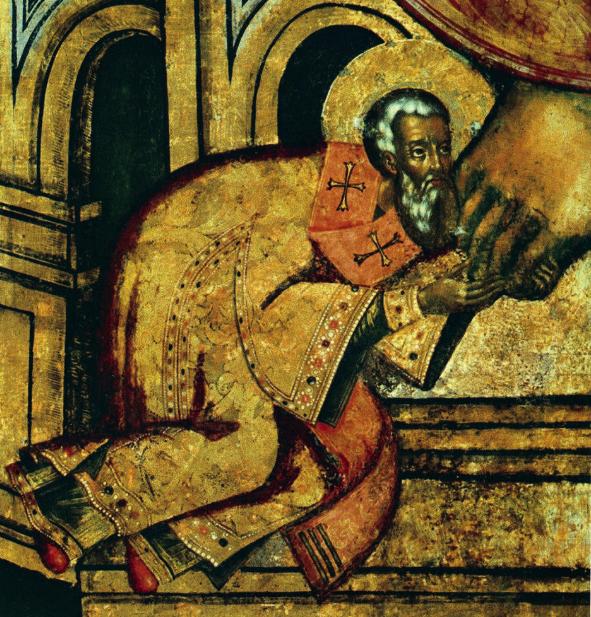
Retrato metropolita Cipriano, de Ktitor. Encomendada pelo próprio metropolita, a pintura foi renovada em 1700, preservando as cores, proporções e traços da imagem anterior.

No séc. XIV, o processo de divisão de todas as terras russas entre dois Estados estava em andamento: as terras do nordeste passaram a fazer parte do Grão-Ducado de Moscou, e as do sul e do oeste, incluindo Kiev, passaram a fazer parte do Grão-Ducado da Lituânia. Os governantes de ambos não queriam apenas ter “seu” metropolita, mas também estavam interessados em que sua influência se estendesse a todas as terras russas. Em particular, em 1371, Olgerd Gediminoviche pediu ao patriarca de Constantinopla, Filoteu, um metropolita especial em Kiev com autoridade sobre Smolensk, Tver, Novosil, Pequena Rússia e Nizhny Novgorod. Somente em 1376 ele conseguiu a instalação de Cipriano na metrópole kievo-lituana com a perspectiva de estender sua jurisdição a toda a metrópole após a morte de Aleixo. No entanto, quando Aleixo morreu (1378), Cipriano foi roubado a caminho de Moscou pelos servos de Demétrio de Moscou e foi forçado a retornar a Kiev. Demétrio e seu povo foram anatematizados por Cipriano. Ao mesmo tempo, Cipriano abençoou os cristãos ortodoxos do Grão-Ducado da Lituânia para participarem da Batalha de Culicovo, na qual Demétrio, com a ajuda deles, derrotou Mamai (1380). Em Moscou, antes mesmo da morte do metropolita Aleixo, eles prepararam seu próprio candidato, o padre branco Mitiai, que foi tonsurado às pressas com o nome de Miguel e empossado como arquimandrita do Mosteiro de Spasski. De acordo com aqueles ao redor do príncipe, Miguel Mitiai deveria ter o título de metropolita da Grande Rus'. Assim, a metrópole deveria ter sido dividida na fronteira com as possessões dos príncipes lituanos. No entanto, o candidato de Moscou morreu sem pisar nas costas de Constantinopla, mas a delegação de Moscou, usando documentos falsos e subornos a funcionários bizantinos, conseguiu a instalação de seu candidato, o arquimandrita do mosteiro de Pereslavl, Pemeno. Pemeno foi empossado como metropolita de Kiev e da Grande Rus'. Cipriano foi confirmado como metropolita da Lituânia e da Pequena Rus'. No entanto, após a vitória no campo de Culicovo, Cipriano foi recebido em Moscou (em fevereiro de 1381), e Pemeno, que foi instalado em Constantinopla como resultado de intrigas, foi capturado ao retornar à Rússia. Mas após a invasão de Tokhtamish em 1382, Cipriano foi novamente forçado a deixar Moscou e retornou a Kiev. Pemeno tornou-se o metropolita da “Grande Rússia”. No entanto, representantes do monasticismo russo, insatisfeitos com Pemeno e com a política pró-tártara dos boiardos de Moscou, lideraram uma luta contra ele. A complexa luta política durou até 1389, quando o novo patriarca Antônio depôs Pemeno e confirmou Cipriano como metropolita de Toda a Rússia. A resolução sinodal confirmou a indivisibilidade da metrópole de Kiev “para todo o sempre”. No mesmo ano, o próprio Pemeno e Demétrio Donskoi morreram. Só depois disso Cipriano, com o título de Metropolita de Kiev e de toda a Rússia, pôde retornar à administração da metrópole que lhe foi confiada. Ele se tornou um dos organizadores da unificação das terras russas e da luta contra a Horda nas duas décadas seguintes. Em particular, ele casou o filho de Demétrio Donskoi, Basílio, com a filha do grão-duque da Lituânia, Vitautas em 1390.
Em 1409, sob o comando do metropolita Fócio de Toda a Rússia, a sé metropolitana da Galícia foi finalmente extinta. Na primeira metade da década de 1410, Fócio foi acusado de pecado grave e recebeu uma mensagem dos bispos do Grão-Ducado da Lituânia, na qual estes se recusavam a obedecê-lo por ser anticanônico. Em 1415-1420, durante a luta contra a influência polaca, o Grão-Ducado da Lituânia elegeu o seu próprio metropolita sem a sanção de Constantinopla. Este era Gregório Tsamblak. Em 1433-1435, o metropolita do Grão-Ducado da Lituânia era Gerasimo, que foi queimado por ordem do grão-duque Svidrigailo.

### Divisão da metrópole - União de Florença (1439 - 1458)

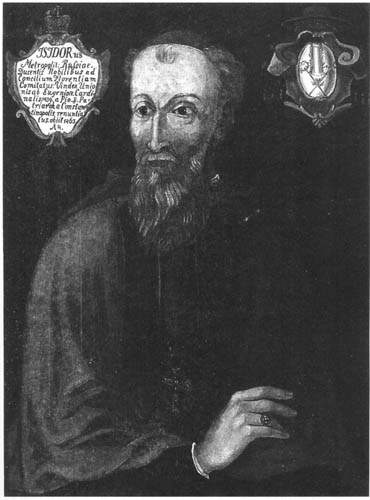
Isidoro, metropolita de Kiev (1436-1458).

Nessa época, um novo fator começou a desempenhar um papel importante na luta pela influência na própria Igreja Russa, isto é, ao nível da metrópole - ao nível de toda a Igreja Ortodoxa. Diante do perigo real de perecer sob a pressão imparável dos otomanos, a esperança fantasmagórica de receber ajuda do Ocidente foi a única gota d'água que Bizâncio agarrou desesperadamente, o que naturalmente o forçou a voltar à ideia de União. Essa ideia, que todos os últimos imperadores bizantinos impuseram aos patriarcas de Constantinopla, que eram de fato nomeados por eles, deu origem a uma poderosa resistência tanto no próprio Patriarcado quanto na Igreja Ortodoxa como um todo. O apogeu do processo foi o Concílio de Ferraro-Florença. Tudo isso, no entanto, não salvou Constantinopla - ela logo caiu sem esperar por ajuda. Algumas décadas mais tarde, a Unia foi oficialmente rejeitada pela Igreja Ortodoxa (Concílio de Jerusalém em 1443, Concílio de Constantinopla em 1472), mas a ideia continuou viva, promovida nas terras russas que estavam sob o domínio da Polônia e do Grão-Ducado da Lituânia (e mais tarde da Comunidade Polaco-Lituana) por sua elite governante católica.
Em 1441, no Grão-Ducado de Moscou, o metropolita Isidoro de Kiev e de Toda a Rússia, que reconheceu a União de Florença, foi capturado em Moscou e depois fugiu. Em 1448, um sobor de bispos russos elegeu em Moscou um novo metropolita de Kiev e de Toda a Rússia, Jonas (possivelmente “nomeado para a Santíssima Metrópole da Rússia” já em 1436 pelo patriarca na consagração de Isidoro). A instalação de Jonas é considerada o início da independência efetiva (autocefalia) das eparquias do nordeste russo, embora não tenha suscitado quaisquer objeções por parte de Constantinopla e tenha sido reconhecida pelo grão-duque da Lituânia Casimiro IV (1451), que sancionou a subordinação das eparquias lituano-russas ao metropolita Jonas.
Somente em 1458 Isidoro renunciou ao título de metropolita de Kiev e de Toda a Rússia em favor de seu discípulo Gregório, o Búlgaro, que Gregório III Mammas, o antigo patriarca uniata de Constantinopla, havia nomeado para as terras russas ocidentais com cátedra em Kiev. O Papa Pio II, por meio de uma bula, datada de 3 de setembro de 1458, dividiu a antiga metrópole de Kiev em duas. Gregório, o Búlgaro e seus sucessores começaram a usar o título de metropolitas de Kiev, Galícia e toda a Rússia. Após a morte de Jonas (1461), o metropolita Teodósio e seus sucessores, eleitos em Moscou, começaram a usar o título de metropolitas de Moscou e de Toda a Rússia, aprovado por um sobor de bispos russos, mantendo apenas a subordinação formal a Constantinopla. Além disso, os patriarcas de Constantinopla, embora não tenham abençoado os metropolitas de Moscou, não protestaram abertamente contra sua instalação, reconhecendo-os como um fato.

## Estrutura
Eparquias no território da Rússia de Kiev (séc. X-XIV):
- Eparquia de Kiev (988); Sé metropolitana.[13]
  - Vicariato de Belgorod (991).
- Eparquia de Chernigov (991), depois eparquia de Briansk (1246);
- Eparquia de Novogárdia (992), elevada a arquieparquia (1165) - Primeira sé arquiepiscopal da Rus;[nt 4]
- Eparquia de Rostov (992), elevada a arquieparquia (1390);
- Eparquia de Vladimir-Volínia (992);
- Eparquia de Polotsk (992), elevada a arquieparquia (1391);
- Eparquia de Turov-Pinsk (1005);
- Eparquia de Przemiśl (1026);
- Eparquia de Pereaslávia (1036) - Dissolvida após a invasão mongol e seu território incluído na eparquia de Sarai (1261);
- Eparquia de Iuriev (1036) - Dissolvida após a invasão mongol e seu território incluído na eparquia de Sarai (1261);
- Eparquia da Galícia (1134), elevada a metrópole (1303);
- Eparquia de Smolensk (1137);
- Eparquia de Riazã (1138);
- Eparquia de Suzdal (1213);
- Eparquia de Chelm (1240 a 1285);
- Eparquia de Sarai (1261);
- Eparquia de Tver (1271);
- Eparquia de Lutsk (1288);
- Eparquia de Kolomna (1353);
- Eparquia de Grande Permia (1383).

## Metropolitas de Kiev (988 a 1458)
Sob o imperador Leão VI, o Sábio, e o patriarca Fócio de Constantinopla, a metrópole rus' está listada em 61º lugar na lista de metrópoles sujeitas a Constantinopla.
Durante o período que vai do reinado de João Tzimisces (969-976) a Aleixo I Comneno (1081-1118), não foi preservada uma única lista de eparquias (em latim: Notitiae episcopatuum) do Patriarcado de Constantinopla. Na lista da era Comneno (1170-1179), tendo em conta as mudanças ao longo dos dois séculos anteriores, a Metrópole Rus' aparece no 62.º lugar (antes de Alânia, onde o metropolita Nicolau era conhecido em 997/998). Os metropolitas de Kiev não foram inicialmente chamados de “Todos os Rus'”. Essa nomenclatura surgiu na década de 1160. Com o colapso da Rus' em principados independentes, tornou-se importante para os governantes de Kiev adicionar esta frase ao seu título.

### Arcebispos da Rússia
- Miguel I (988–991 ou 992) - Provavelmente de origem búlgara ou síria.[15][16][17][nt 5]
- Leôncio ou Leão (992 ou 997-1008) - De origem grega.[17][nt 6]
- Teofilato (988-1018 ou 991-997) - Provavelmente de origem grega.[15][17][nt 7]
- João I ou Ivan I (1008-1037 ou 1019-1035) - De origem grega, embora haja uma tese sobre sua origem búlgara ou russa.[17][18][19]
- Aleixo (1020-?)

### Metropolitas de Kiev e Toda a Rússia
- Teopento (1035 ou 1037–1049) - De origem grega.[20] Reconsagrou a Igreja dos Dízimos.[21] Primeiro metropolita residente.[22][23]
- Cirilo I (1049–1051) - Não reconhecido pelo Patriarca de Constantinopla (?).
- Hilarião (1051–1054 ou 1055) - Primeiro metropolita de Kiev de origem eslava. Não foi nomeado por Constantinopla.[nt 8]
- Efraim (1054–1065)[nt 9]
- Jorge (1065–1076)
- João II (1078–1089)
- João III (1089 ou 1091). Grego.
  - Efraim de Pereslávia (1089 ou 1091–1097).[22][24][nt 10]
- Nicolau (1097–1104)
- Nicéforo I (1104–1121)
- Nicetas (1122–1126)
- Vago - (1126-1130)
- Miguel II (1130–1145)
- Clemente (1147–1154 ou 1155) - Segundo metropolita de Kiev de origem eslava. Não foi nomeado por Constantinopla.
- Constantino I (1155–1158 ou 1159)
- Teodoro (1161–1163)
- João IV (1164–1166)
- Constantino II (1167–1169)
- Miguel III (1171–1174)
- Nicéforo II (1182–1198)
- Mateus (1200 ou 1201–1220)
- Cirilo II (1224–1233)
- José (1236–1240)
- Pedro Aqueroviche (1241–1246)[nt 11]
- Cirilo III (1242–1281)
- Nicéforo III (1281–1283)

No século XIV, o imperador bizantino Andrónico II Paleólogo sancionou a criação de duas sés metropolitanas adicionais em Galícia (1303) e Navahrudak (1317).

### Metropolitas de Kiev e Toda a Rússia ( em Vladimir)
- Máximo (1283–1305) - Metropolita de Kiev e Vladimir. Transferiu a sede metropolitana de Kiev para Vladimir.
- Pedro (1308–1326) - Metropolita de Kiev. O primeiro com residência permanente em Moscou.

### Metropolitas de Kiev e Toda a Rússia (em Moscou)
- Pedro (1308–1326) - Metropolita de Kiev. O primeiro com residência permanente em Moscou.
- Vago (1326–1328)
- Teognosto (1328–1353)
- Aleixo (1354–1378)
  - Miguel (Mitiai) (1378–1379) - lugar-tenente
- Vago (1379–1381)
- Cipriano (1381–1382) - Primeiro mandato
- Pimen (1382–1384)
- Dionísio I (1384–1385)
- Vago (1385–1390)
- Cipriano (1390–1406) - Segundo mandato.
- Vago (1406–1408)
- Fócio (1408–1431)
- Vago (1431–1433)
- Geracimo (1433–1435)
- Isidoro, o Apóstata (1437–1441) - Após a assinatura do Concílio de Florença, Isidoro voltou a Moscou como Cardeal da Rússia, em 1441, e foi preso após ser acusado de apostasia.
- Vago (1441–1448)
- Jonas (1448–1461) - Em 1448 foi instalado como metropolita de Kiev, pelo grão-duque de Moscou, sem a aprovação do patriarca Gregório III de Constantinopla. Durante seu governo a Igreja da Rússia tornou-se autocéfala de fato e título foi alterado para " de Moscou e Toda a Rússia".[25] Porém, os ortodoxos nos territórios do Grão-Ducado de Lituânia permaneceram sob a jurisdição da Igreja Ortodoxa de Constantinopla.